# فريج المخارقة

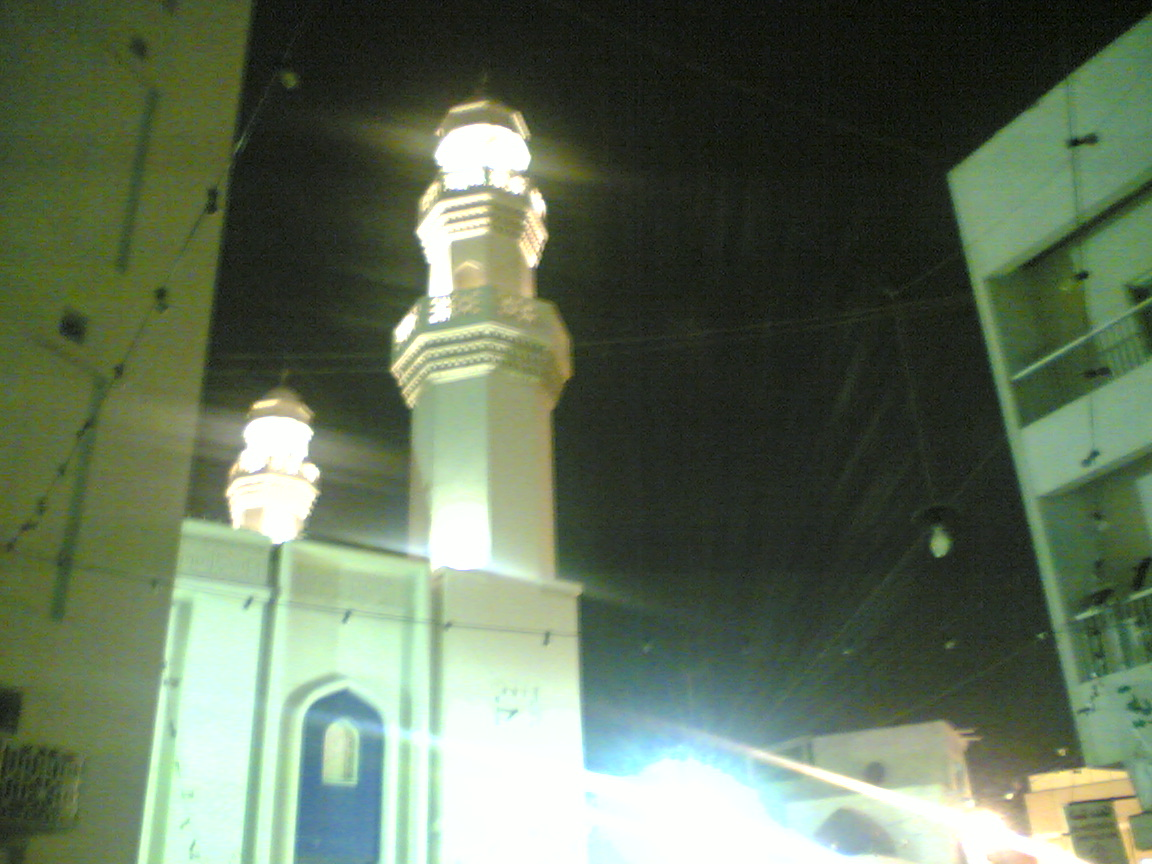
مسجد المؤمن في فريج المخارقة

فريج المخارقة هو حي (فريج بالمحلية) في قلب مدينة المنامة عاصمة مملكة البحرين وهو مجاور لفرجان الحمام والحطب والفاضل ومنطقة القضيبية.

## التاريخ
اسم الفريج مشتق من الحرفة القديمة لثقب اللؤلؤ أي خرق اللؤلؤ.
تعقد في فريج المخارقة المحاضرات التوعوية وجميع المناسبات الدينية والاجتماعية على سبيل المثال: في المسجد الشيعي المؤمن والمسجد السني المهزع.
في الوقت الحاضر هو حي مقدس في المنطقة العريقة في المنامة حيث يتم فيه عقد الشعائر الدينية خصوصا خلال شهر محرم.
وهو حي سكني حيوي يجمع مبانيه سمات عراقة الماضي وأصالة الحاضر ، وبه العديد من المدارس، المساجد، المآتم، أسواق الذهب والحلي والمجوهرات ، وأسواق الملابس والخياطة والمقاهي والمطاعم ودكاكين المأكولات والحلويات الشعبية وغيرها.